# Śmiłowice (gromada w powiecie włocławskim)
Śmiłowice – dawna gromada, czyli najmniejsza jednostka podziału terytorialnego Polskiej Rzeczypospolitej Ludowej w latach 1954–1972.
Gromady, z gromadzkimi radami narodowymi (GRN) jako organami władzy najniższego stopnia na wsi, funkcjonowały od reformy reorganizującej administrację wiejską przeprowadzonej jesienią 1954 do momentu ich zniesienia z dniem 1 stycznia 1973, tym samym wypierając organizację gminną w latach 1954–1972.
Gromadę Śmiłowice z siedzibą GRN w Śmiłowicach utworzono – jako jedną z 8759 gromad na obszarze Polski – w powiecie włocławskim w woj. bydgoskim, na mocy uchwały nr 24/17 WRN w Bydgoszczy z dnia 5 października 1954. W skład jednostki weszły obszary dotychczasowych gromad Kuźnice, Olganowo, Skibice, Szatki, Wichrowice i Śmiłowice ze zniesionej gminy Śmiłowice w tymże powiecie. Dla gromady ustalono 23 członków gromadzkiej rady narodowej.
Gromadę zniesiono 1 stycznia 1972, a jej obszar włączono do gromad Choceń (sołectwa Śmiłowice Pierwsze, Śmiłowice Drugie, Olganowo i Kuźnice) i Kruszynek (sołectwa Szatki, Skibice i Wichrowice) w tymże powiecie.